# Campeonato Mundial de Ciclismo em Pista de 1911
O Campeonato Mundial UCI de Ciclismo em Pista de 1911 foi realizado na cidade de Roma, na Itália. Quatro provas masculinas foram disputadas, duas de profissionais e duas de amadores.

## Sumário de medalhas

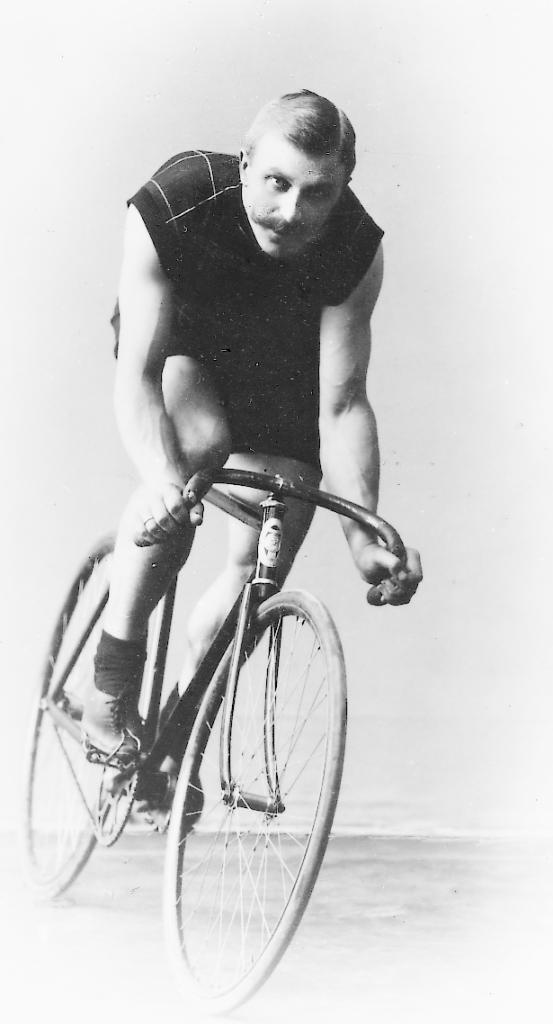
Thorvald Ellegaard ciclista dinamarquês vencedor da prova individual de velocidade.

| Eventos profissionais masculinos |                                |                                   |                                    |
| Velocidade individual            | Thorvald Ellegaard · Dinamarca | Léon Hourlier · França            | Julien Pouchois · França           |
| Motor-paced                      | Georges Parent · França        | Louis Darragon · França           | James-Henri Moran · Estados Unidos |
| Eventos amadores masculinos      |                                |                                   |                                    |
| Velocidade individual            | William Bailey · Reino Unido   | Angelo Feroci · Itália            | Guido Gasparinetti · Itália        |
| Motor-paced                      | Leon Meredith · Reino Unido    | Bertus Mulckhijze · Países Baixos | Pietro Lori · Itália               |

## Quadro de medalhas
| Ordem | País           | Medalha de ouro | Medalha de prata | Medalha de bronze | Total |
| ----- | -------------- | --------------- | ---------------- | ----------------- | ----- |
| 1     | Reino Unido    | 2               | 0                | 0                 | 2     |
| 2     | França         | 1               | 2                | 1                 | 4     |
| 3     | Dinamarca      | 1               | 0                | 0                 | 1     |
| 4     | Itália         | 0               | 1                | 2                 | 3     |
| 5     | Países Baixos  | 0               | 1                | 0                 | 1     |
| 6     | Estados Unidos | 0               | 0                | 1                 | 1     |